# Strelitzer Straße (Berlin)
Die Strelitzer Straße ist eine etwa 700 Meter lange Straße in den Berliner Ortsteilen Mitte und Gesundbrunnen. Sie führt in Nord-Süd-Richtung von der Stralsunder Straße zur Rückseite der Elisabethkirche, wo sie in die Elisabethkirchstraße mündet. In ihrem Verlauf kreuzt die Straße unter anderem die Bernauer Straße, an der entlang die Berliner Mauer zwischen 1961 und 1989 stand.

## Geschichte
Nach dem Hobrecht-Plan erhielt der Verkehrsweg die Bezeichnung Straße 72, Abt. IX. Den heutigen Namen nach der damals selbstständigen Stadt Strelitz (heute: Stadtteil Strelitz-Alt von Neustrelitz) verlieh man ihr am 29. Mai 1862.
Während der deutschen Teilung befand sich der nördliche Abschnitt im damaligen West-Berliner Bezirk Wedding, der südliche gehörte zum Ost-Berliner Bezirk Mitte. Die Strelitzer Straße war somit über Straßenniveau und im Erdbereich unterhalb der Bernauer Straße durch die Berliner Mauer getrennt. In der Gegend hatten einige Fluchthelfergruppen mehrere Fluchttunnel gegraben, die der Übersicht halber mit laufenden Nummern versehen wurden. Der Tunnel 57 endete im Hinterhof des Hauses Strelitzer Straße 55 in Ost-Berlin. Nachdem Mitarbeiter des Ministeriums für Staatssicherheit (MfS) den Tunnel am 5. Oktober 1964 entdeckt hatten, kam es beim Versuch, die Fluchthelfer festzusetzen, zur versehentlichen Erschießung des DDR-Grenzsoldaten Egon Schultz durch einen Kameraden. Der Vorfall wurde bis zum Fall der Mauer vom MfS als Mord durch den Fluchthelfer Christian Zobel, der im Glauben einen Menschen erschossen zu haben, in den 1980er Jahren verstarb, dargestellt. Zu Ehren Schultzes wurde am ersten Jahrestag seines Todes eine Erinnerungstafel angebracht und der südliche Straßenabschnitt am 12. August 1966 in Egon-Schultz-Straße umbenannt.

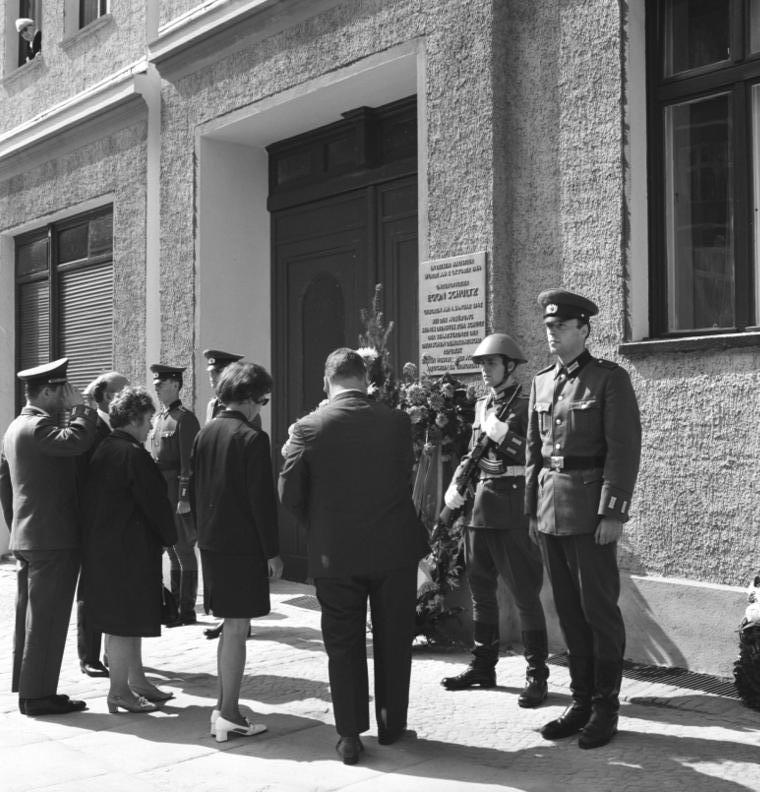
Gedenkveranstaltung für Egon Schultz am zehnten Jahrestag des Mauerbaus (13. August 1971)

Nach dem Mauerfall und der neuen Zuständigkeit des Berliner Senats nunmehr für ganz Berlin bekam die Straße am 1. Dezember 1991 ihren alten Namen zurück. Die frühere Erinnerungstafel für Schultz verschwand in den 1990er Jahren. An ihrer Stelle wurde 2004 eine neue Tafel angebracht.

## Besonderheiten
Die Hausnummern sind in Hufeisenform vergeben, die Nummerierung beginnt an der Elisabethkirchstraße und umfasst insgesamt 73 Nummern. Von vornherein wurden die Wohngebäude mit Quer- und Hinterhäusern errichtet, damit viele Familien preisgünstigen Wohnraum erhalten konnten. Beispielsweise finden sich um 1910 in den Berliner Adressbüchern bis zu 50 Familien in einem Haus.

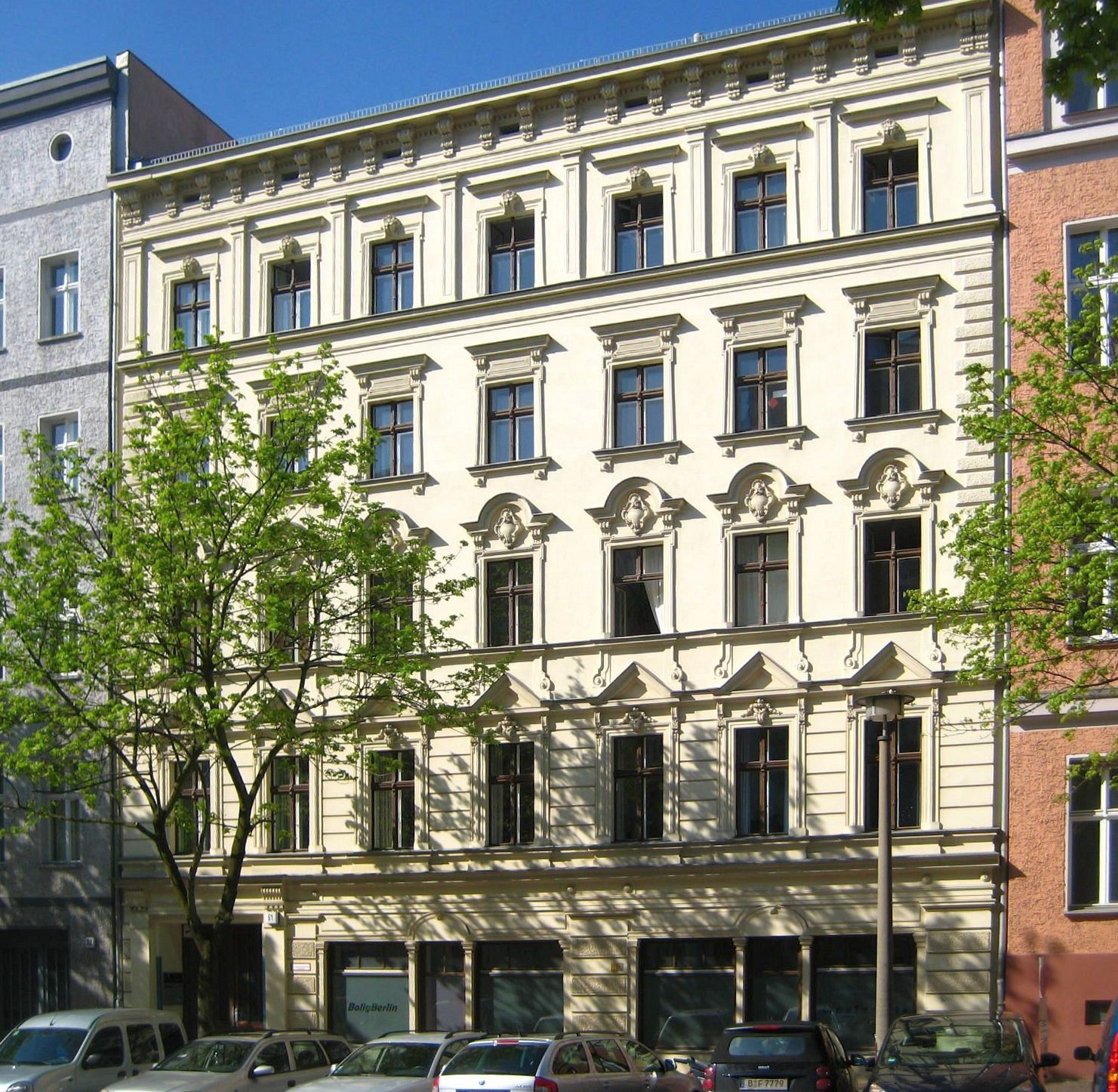
Mietshaus Strelitzer Straße 61

An Wohnhäusern dieser Straße befinden sich darüber hinaus Gedenktafeln für Kurt Klinke (Hausnummer 18) und Gustav Elfert (Hausnummer 10), Widerstandskämpfer gegen den Nationalsozialismus, die in den angegebenen Häusern gewohnt hatten.
Nach Kriegseinwirkung und Verfall entstanden neben sanierten und von einigen Hofgebäuden befreiten Häusern in den letzten Jahren auch Neubauten an dieser Straße wie die Stadthäuser am Mauerpark (Strelitzer Straße 54/55).
Zwei Mietshäuser (Strelitzer Straße 61 und Nummer 73) sowie ein Schulkomplex nach Plänen von Hermann Blankenstein als 207./210. Gemeindeschulen errichtet, stehen in der Berliner Denkmalliste.